# Königsturm (Augsburg)

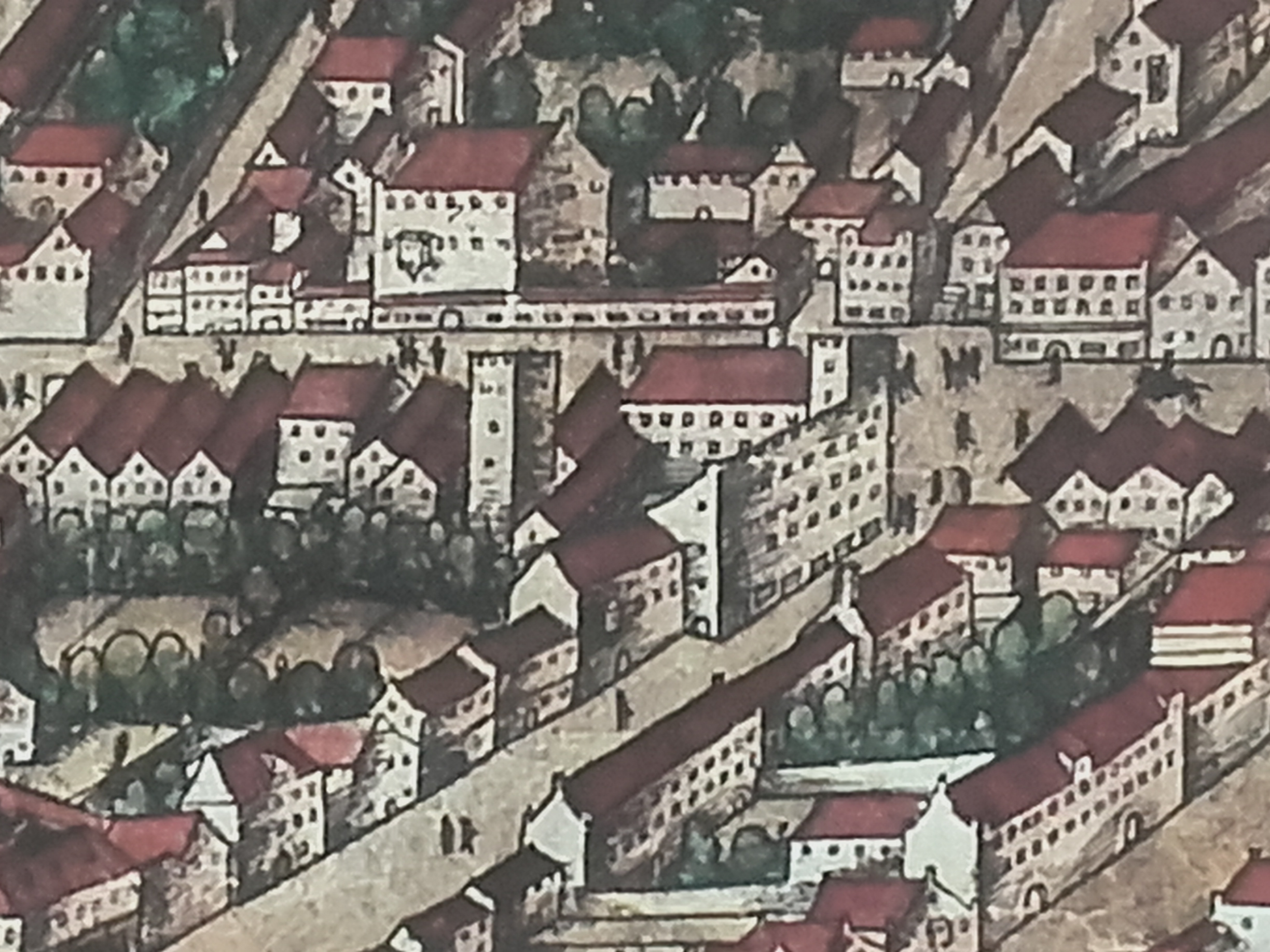
Der Königsturm im Vogelschauplan von 1521. Rechts davon befindet sich das Imhofhaus.

Der Königsturm (auch St. Barbaraturm oder fälschlicherweise Afraturm genannt) war ein Wehrturm in der Augsburger Innenstadt. Er wurde etwa Mitte des 12. Jahrhunderts im romanischen Baustil am Hohen Weg (Litera D 84) neben dem Königlichen Tor (auch Schwalbenecktor genannt) errichtet. Bis zu seinem Abbruch im Jahre 1948 war der Königsturm der einzige erhaltene profane Bau in Augsburg aus der Zeit vor der Verwendung von Mauerziegeln.

## Geschichte
Die Bauzeit des Königsturms kann nicht genau angegeben werden. Aus den Ergebnissen der nach dem Zweiten Weltkrieg durchgeführten Bestandsaufnahme lässt sich schlussfolgern, dass der Turm wohl um 1150 errichtet wurde und ursprünglich als Wehrturm diente. In der Fachwelt ist allerdings umstritten, ob der Turm auch Bestandteil einer Königspfalz war. Im Laufe seines Bestehens ging die Bedeutung als Wehrturm verloren. Dies kann anhand alter Stadtpläne gut nachvollzogen werden. So ist der Turm im Stadtplan von Georg Seld aus dem Jahre 1521 zunächst noch zinnenbekrönt dargestellt. Später besaß er, wie im Stadtplan von Wolfgang Kilian aus dem Jahre 1626 abgebildet, dann ein Zeltdach. Über die Zeit wurde der Turm auch zunehmend in die umliegende Bebauung integriert. Da er so von der Straße aus nicht mehr zu erkennen war, geriet er in Vergessenheit.
Erst durch die von den Luftangriffen Ende Februar 1944 hervorgerufene Zerstörung der umliegenden Gebäude wurde der Königsturm, der zuletzt als Treppenhaus genutzt worden war, wieder freigelegt. Aufgrund der Bombeneinschläge und der allgemein schlechten Bausubstanz war die Standsicherheit des Turms jedoch nicht mehr in vollem Umfang gegeben. 1945 stürzte, wohl aufgrund der Erschütterungen aus dem wiedereinsetzenden Straßenverkehr, ein Wandteil des Turms ein. Bei der 1948 begonnenen Trümmerräumung auf den umliegenden Grundstücken wurde das Turmfundament so ungünstig freigelegt, dass der Turm schließlich vollständig in sich zusammenfiel.

## Architektur
Nach Kriegsende erfolgte eine genauere Untersuchung des Bauwerks. Dabei konnte festgestellt werden, dass der Turm in der Vergangenheit mehrmals umgebaut worden war. Er besaß bei der Bestandsaufnahme eine Grundfläche von rund 7,7 m auf 8,5 m und eine Höhe von etwa 21 m. Die Außenmauern im unteren und mittleren Teil waren 1,50 m dick und bestanden aus römischen Kalksteinspolien, auf die pflastersteingroße Kalktuffsteine aufgesetzt waren. Im obersten Geschoss bestanden die Außenmauern aus Mauerziegeln mit einer Dicke von rund 1,20 Meter. Ein Kellergeschoss war nicht vorhanden.